# Parametriocnemus chuzedecimus
Parametriocnemus chuzedecimus är en tvåvingeart som beskrevs av Sasa 1984. Parametriocnemus chuzedecimus ingår i släktet Parametriocnemus och familjen fjädermyggor. Inga underarter finns listade i Catalogue of Life.